# Кэджори, Флориан
Фло́риан Кэ́джори (или Ке́джори, англ. Florian Cajori, 1859—1930) — американский математик, историк математики. Член Американской академии искусств и наук (1929).

## Биография и научная деятельность
Родился в Швейцарии близ Тузиса, в возрасте 16 лет вместе с родителями эмигрировал в США (1875 год). Учился в Висконсинском университете (Мадисон). Несколько лет преподавал в Тулейнском университете, в 1887 году занял там пост профессора прикладной математики. 
В 1890 году женился на Элизабет Дж. Эдвардс, у них родился сын.
В 1889 году Кэджори переселился в штат Колорадо и стал преподавать в Колледже Колорадо. Диссертацию он защитил в 1894 году в Тулейнском университете.
В Колорадо Кэджори начал публикации по истории математики, первые в Соединённых Штатах. Даже в наши дни его труды представляют большую ценность и часто цитируются, особенно «История математики» (1893) и двухтомник «История математических обозначений» (1928—1929). Специально для Кэджори в Калифорнийском университете (Беркли) была учреждена первая в США кафедра истории математики (1918 год), где он и трудился до смерти в 1930 году.

## Почести и память
- 1917—1918: президент Математической ассоциации Америки.
- 1923: вице-президент Американской ассоциации содействия развитию науки.
- 1924—1925: вице-президент Общества историков науки США.
- 1929: член Американской академии искусств и наук.
- В честь учёного назван кратер на обратной стороне Луны.
- С 1986 года Колледж Колорадо присуждает «Премию Кэджори» за выдающиеся математические достижения[7].

## Труды

### Книги
- 1890: The Teaching and History of Mathematics in the United States U.S. Government Printing Office.
- 1893: A History of Mathematics, Macmillan & Company.
- 1898: A History of Elementary Mathematics, Macmillan.
- 1909: A History of the Logarithmic Slide Rule and Allied Instruments The Engineering News Publishing Company.
- 1916: William Oughtred: a Great Seventeenth-century Teacher of Mathematics The Open Court Publishing Company
- 1917: A History of Physics in its Elementary Branches: Including the Evolution of Physical Laboratories, The Macmillan Company.
- 1919: A History of the Conceptions of Limits and Fluxions in Great Britain, from Newton to Woodhouse, Open Court Publishing Company.[8]
  - Переиздание: Florian Cajori. A History of the Conceptions of Limits and Fluxions in Great Britain, from Newton to Woodhouse (англ.). — BiblioBazaar[англ.], 2010. — ISBN 978-1-143-05698-7.
- 1920: On the History of Gunter's Scale and the Slide Rule during the Seventeenth Century Vol. 1, University of California Press.
- 1928: A History of Mathematical Notations  The Open Court Company.
  - Переиздание тома 1: Cajori F. A History of Mathematical Notations. Vol. 1 (1929 reprint). — NY: Cosimo, Inc., 2007. — xvi + 456 p. — ISBN 978-1-60206-684-7.
  - Переиздание тома 2: Cajori F. A History of Mathematical Notations. Vol. 2 (1929 reprint). — NY: Cosimo, Inc., 2007. — xii + 392 p. — ISBN 978-1-60206-713-4.
- 1934: Sir Isaac Newton's Mathematical Principles of Natural Philosophy and His System of the World tr. Andrew Motte, rev. Florian Cajori. Berkeley: University of California Press.[9]

См. также:
- Сочинения Кэджори в проекте Гутенберг

#### Переводы на русский язык
- Кэджори Ф. История элементарной математики. 2-е изд / Пер. с англ. под ред. И. Ю. Тимченко. — Одесса: Mathesis, 1910. — x + 368 с.

### Статьи
- 1913: History of the Exponential and Logarithmic Concepts, American Mathematical Monthly 20:
  - Page 5 From Napier to Leibnitz and John Bernoulli I, 1614 — 1712
  - Page 35 The Modern Exponential Notation (continued)
  - Page 75 : The Creation of a Theory of Logarithms of Complex Numbers by Euler, 1747 — 1749
  - Page 107 : From Euler to Wessel and Argand, 1749 — 1800, Barren discussion.
  - Page 148: Generalizations and refinements effected during the nineteenth century : Graphic representation
  - Page 173: Generalizations and refinements effected during the nineteenth century (2)
  - Page 205: Generalizations and refinements effected during the nineteenth century (3)

These seven installments of the article are available through the Early Content program of JSTOR.
- 1923: "The History of Notations of the Calculus." Annals of Mathematics, 2nd Ser., Vol. 25, No. 1, pp. 1–46